# Forêt de Soignes
Forêt de Soignes är en skog i Belgien.   Den ligger i provinsen Hainaut och regionen Vallonien, i den centrala delen av landet, 9 km sydost om huvudstaden Bryssel. Arean är 4 383 hektar.
I omgivningarna runt Forêt de Soignes växer i huvudsak blandskog. Runt Forêt de Soignes är det tätbefolkat, med 659 invånare per kvadratkilometer.